# 米粉

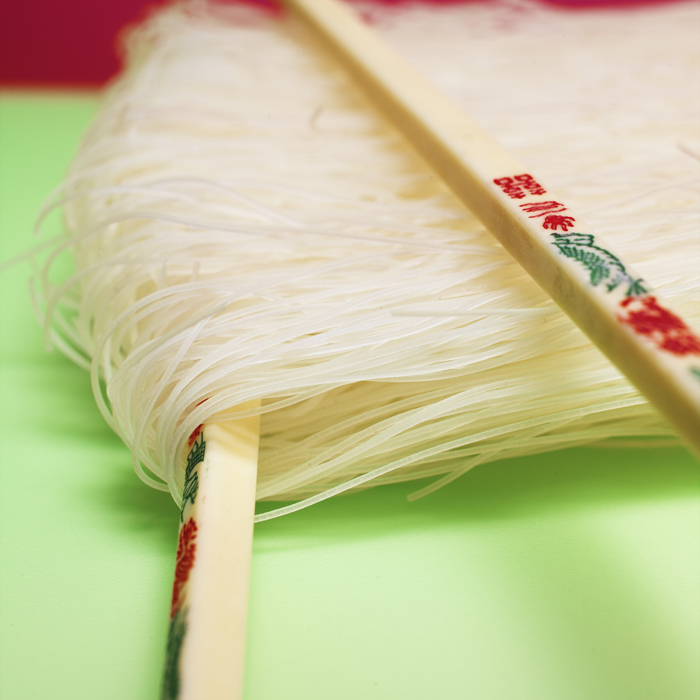
生米粉

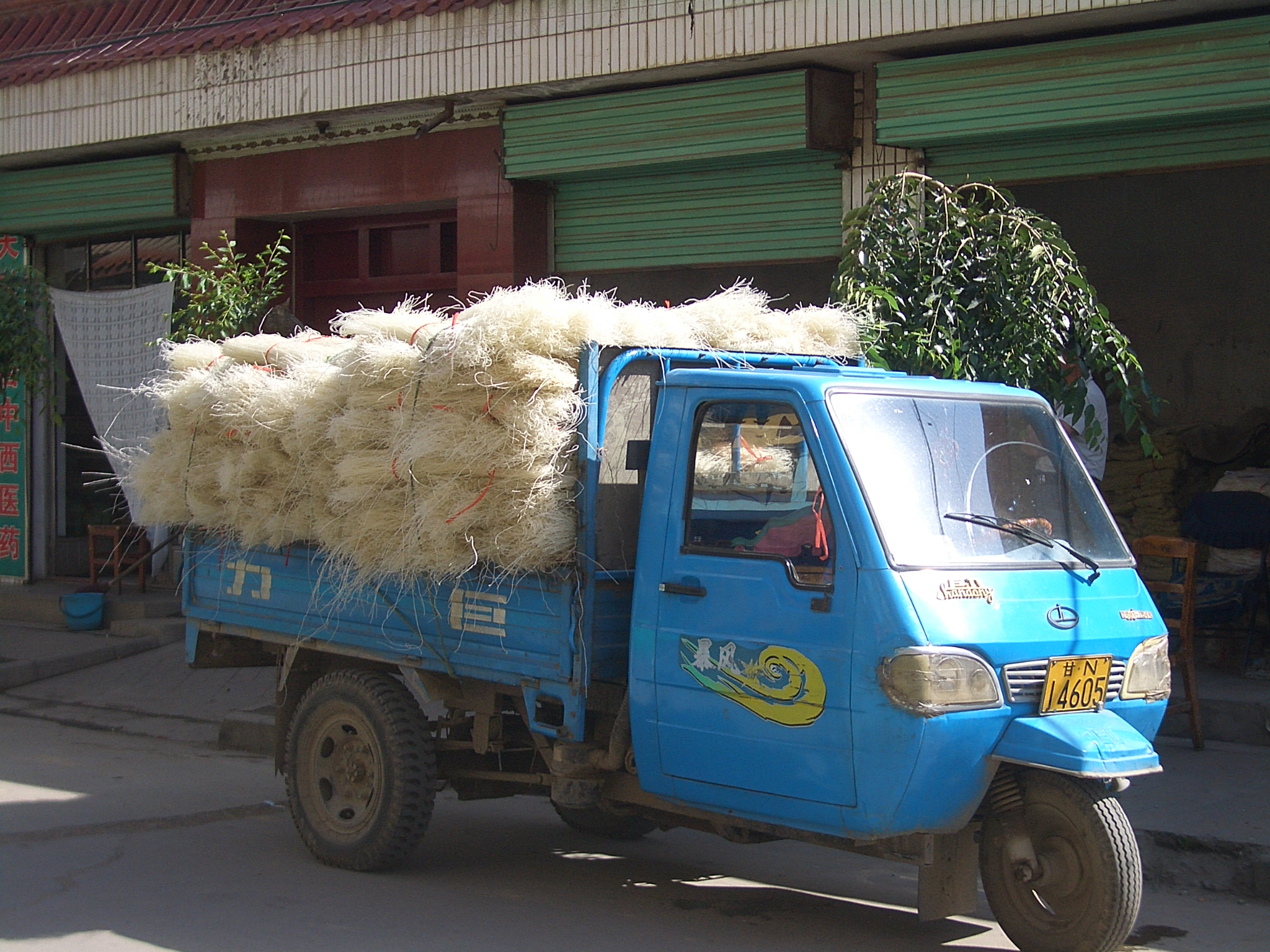
臨夏市運載米粉的貨車

米粉是用稻米為主要材料製作的細長的麵條狀食品，在中國南方、東南亞由於盛产稻米，故比较流行。米粉質地柔韌，富有彈性，水煮不糊湯，乾炒不易斷。不同地区的米粉由于制法不同，会有不同的长短、粗细、质地和口味。米粉的日語發音即是沿用閩南語發音，印尼語與馬來語亦將其稱作「bihun」。

## 定義

### 地区分类
字面上说，一切以稻米为主要材料的面状食品都称米粉（英語：rice noodles）。然而“米粉”种类繁多，有：
- 在广东、福建、港澳、台湾，以及沿用“米粉”客語、閩南語发音的区域（日本、东南亚），“米粉”指的是一种细长的麵，英语称或。有称“细米粉”、“米粉丝”。
  - 台湾民间将粗米粉称“水粉”，细米粉称“炊粉”、“幼米粉”。[1]
- 在湖北所有有米粉這種食物的地區以及湖南湘東大部分地區如澧縣、岳陽、益陽、長沙、衡陽等地，米粉通常指的是「寬粉」，相比於其他地方的乾米粉製作工藝而言水分含量較高，更接近其他地方所稱的河粉或者粿條。
- 湖南常德地區傳統的米粉為「圓粉」。至於湖北制作的「常德牛肉米粉」被湖南常德當地人誤以為用河粉代替了米粉，實際上是因為湖北當地的米粉製作工藝接近「河粉」，而與常德所稱「米粉」不同。
- 桂林米粉呈圆形，粗度中等。

除此之外，不以中文称“米粉”，但也是以稻米为主做成的麵，有：
- 河粉、粄条、粿條、越南河粉
- 澧縣米麵
- 米線，也是含义模糊的词。
  - 长沙米线
  - 过桥米线
- 珠江口酹粉。
  - 发展为泰国的Bánh canh（英语：Bánh canh），用木薯淀粉替代米。
- 檬粉（香港、越南）
- Idiyappam（英语：Idiyappam），南亚加盐做的米面。
- Khanom chin（英语：Khanom chin），泰国的发酵米面。
- Sevai（英语：Sevai），一种印度细米粉。
- 西方的米制意大利面，供无麸质饮食者食用。一般口感、吸酱能力严重不如小麦原品，且更昂贵。[2]

### 法规
在台灣，由於成本、口感等問題，台灣多數米粉曾都含有玉米澱粉，而且實際含米量常低於標示量，甚至有添加小麥製品卻未標示的問題（一些人會對小麥過敏）。因為食物製造過程中加入過量淀粉和其他谷物粉的爭議，2014年後，衛福部規定，只有含米量100%的，才可直接称「米粉」。只有含米量超過50%以上的，可稱為「調和米粉」。含米量未超過50%，只能稱為「炊粉」或「水粉」。

## 起源
米粉據傳說是中國古代五胡亂華時期民眾避居南方而產生的食品。一說是為了方便走難時攜帶和食用，因為米粉已預先煮熟，使烹煮容易，外出攜帶也方便。
另一說法為當時漢人南遷華南地區，卻懷念北方的面条，因此以稻米取代麥榨條而吃，根據《新竹市志》上的記載：「五胡亂華，華人南遷閩浙時，仍以稻米榨條而食，即當今之米粉也」、「米粉之製法由福建惠安傳入台灣」。
米粉在以前算得上是「高級食品」，只有喜慶宴客、特殊節日才會以「炒米粉」招待客人。

## 产业与出口
随着米粉消费习惯在全球范围的扩展，尤其是在华人移民较多的地区，以及东南亚料理风靡全球，米粉已发展为具规模的产业。中国大陆、泰国、越南是全球主要的米粉生产和出口国。
根据中国海关统计，2022年中国米粉类制品（含米线、河粉等）出口总量超过5万吨，出口总额约为2.3亿美元，主要出口国家为美国、加拿大、澳大利亚及东南亚国家。新竹米粉、云南过桥米线等地区性品牌在国际市场上也逐渐具有一定知名度。
在泰国，米粉制品属于农产品加工业的一部分，受到政府“泰式美食全球化”政策支持，2021年出口总值达到约1.7亿美元，出口主要对象为美国、英国、日本及中东国家。
越南的米粉出口则以“越南河粉（Phở）”为代表，近年来随着越南餐饮企业海外拓展，带动了米粉制品加工与包装产业发展。越南政府统计，2020年米粉及相关米制主食出口达3万吨。
此外，全球对无麸质食品的需求增长，也带动了米粉在欧美市场的进一步渗透，成为健康食品与素食菜单中的常见主食选择之一。

## 各地特色

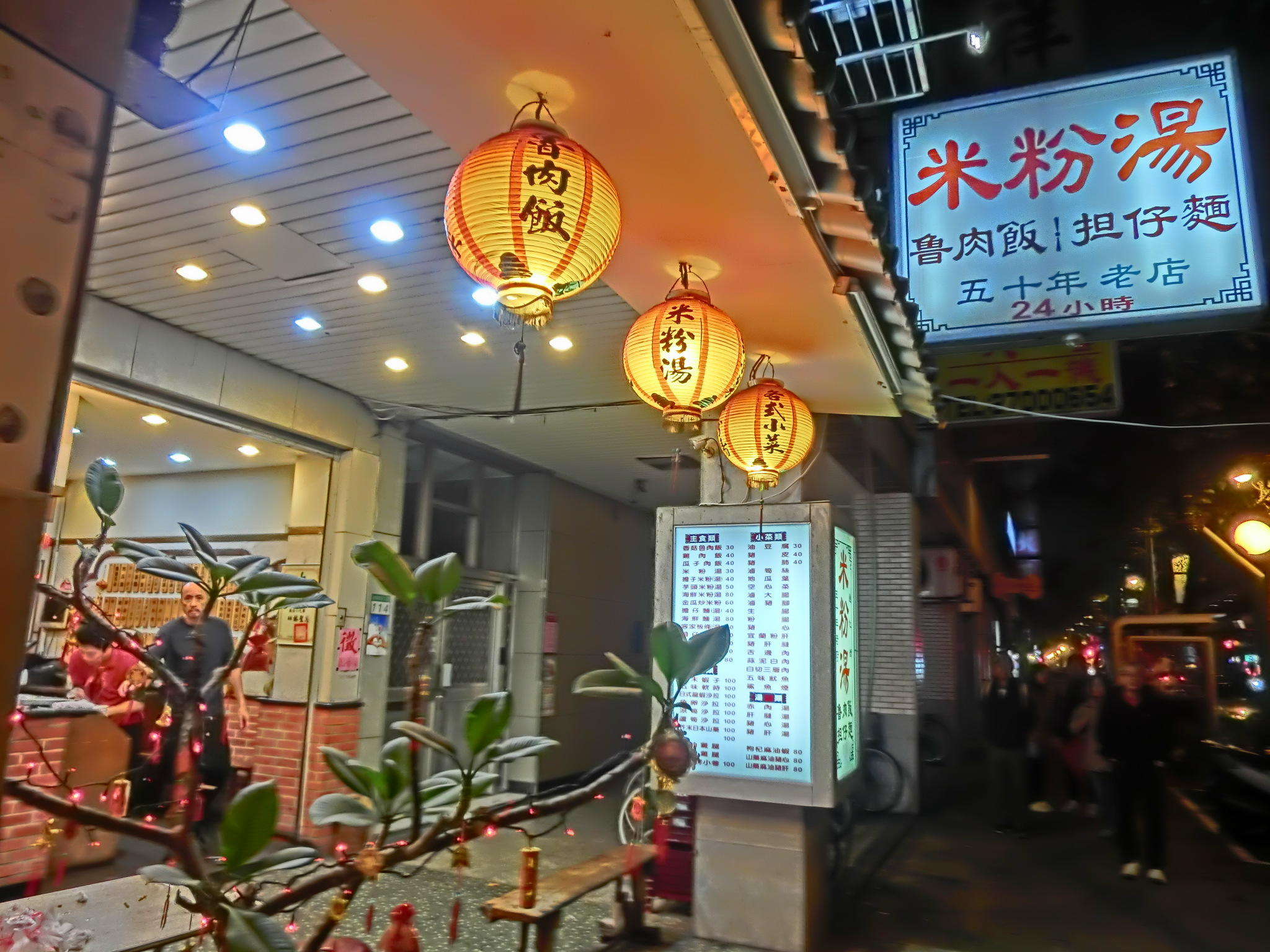
販售米粉湯的店面

由於米粉柔韌不易斷且細長，搭配羹湯可吸收更多湯汁增加風味，加入黃麵能中和米粉本身韌度較高的口感，在咀嚼時也凸顯出米粉的彈性，是很好的搭配方式，稱米粉麵。
- 在贵州、重庆一带的米粉味道相当辣，一碗汤几乎都是红色的。贵州遵义、重庆合川地区居民大都以红汤的羊肉米粉为每日的早餐。
- 贵州粗米粉1982年由乌鲁木齐十月拖拉机厂的贵州籍职工结合新疆炒面做法，衍生出新疆炒米粉[10]。
- 在香港，星洲炒米就是帶辣味的炒米粉，同時也有以湯佐食的，普遍使用由廣東東莞製造的東莞米粉。另有江門產的「排粉」。
- 米粉在广西亦有多种做法：在桂林，米粉有鹵菜粉、湯粉兩種，另外還有牛腩粉、生菜粉和馬肉米粉等幾種；柳州和南宁的主要米粉类小吃则分别为螺蛳粉和老友粉。
- 在湖南长沙，米粉分為炒粉和湯粉，并加入大量辣椒調味。湖南常德的牛肉米粉很有特色。而岳阳地区的米粉则比长沙的更宽，入口更嫩。
- 南昌炒粉亦是南昌当地名吃，其中以牛肉炒粉为上品。凉拌粉亦是江西常见的吃法。
- 興化米粉又稱興化粉，是福建莆田的特色小吃。莆田人（興化人）吃米粉方法，一般有湯米粉和炒米粉兩種，即把米粉加入本地的葷或素的佐料（如豬肉、雞肉、蛋、香菇、貢丸、蝦肉、冬筍、蔥、韭菜、芥蘭菜等），煮熟就行，鮮嫩味濃。[11]
- 福建，撈化是「撈興化粉」的簡稱，一般採用豬骨湯或牛骨湯作為湯底，常見的配料有豬血、豬大腸、牛肚、豬腰以及各類海產。
- 在台灣，米粉湯、炒米粉是常見的小吃。新竹地區特別以米粉聞名。
- 在泰國，米粉湯亦是常見的小吃。
- 新竹米粉。
- 津市牛肉粉
- 埔里米粉

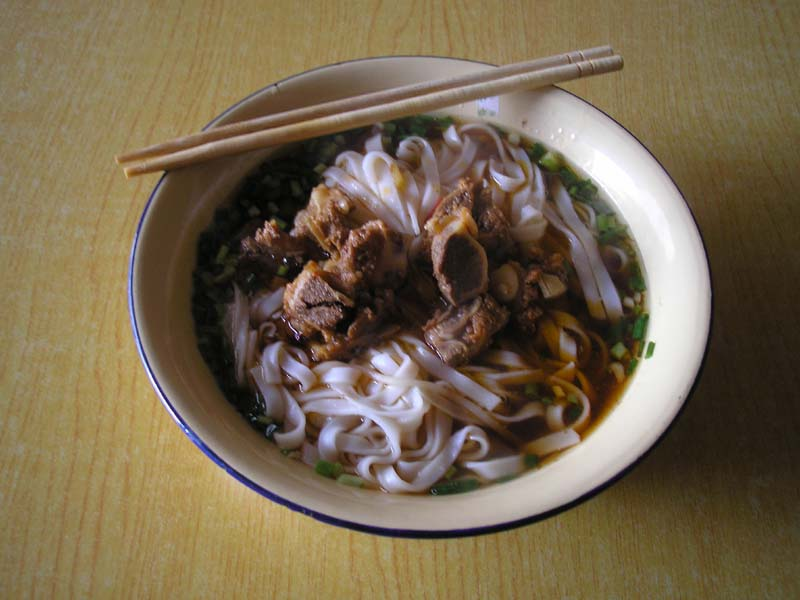
湖南常德的米粉
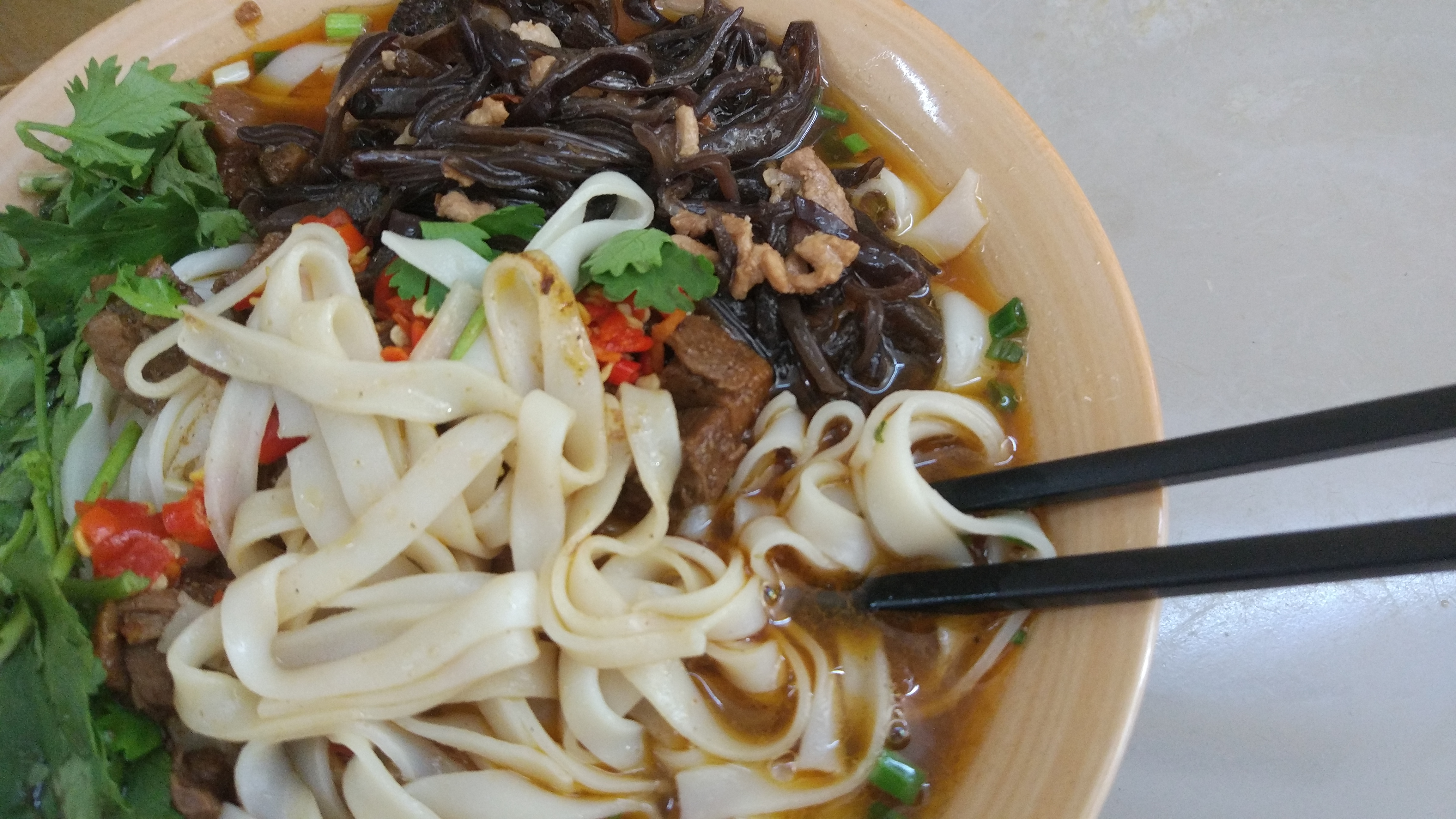
湖南岳阳的木耳肉丝米粉，当地也称之为宽粉
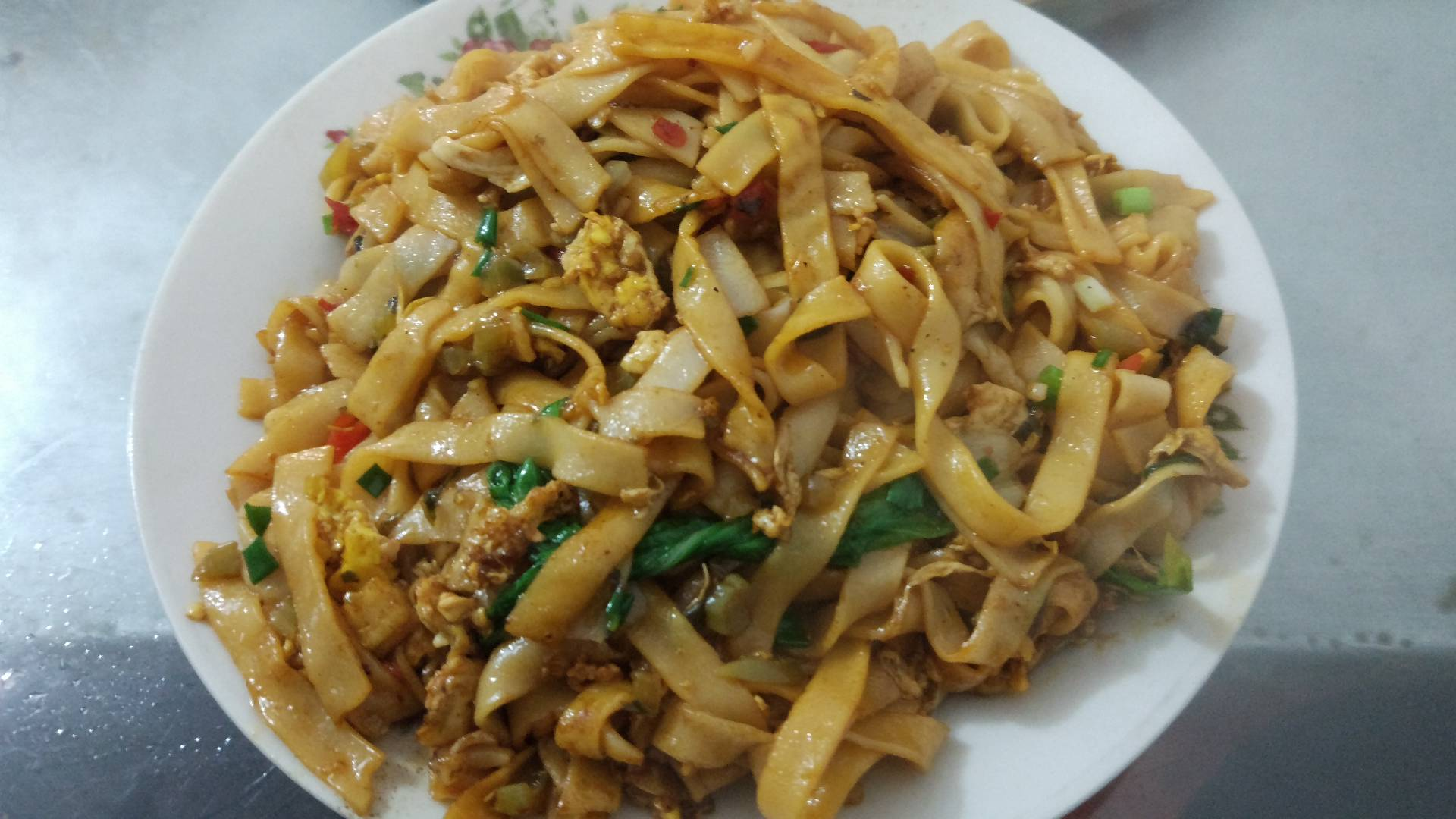
湖南岳阳的鸡蛋炒米粉
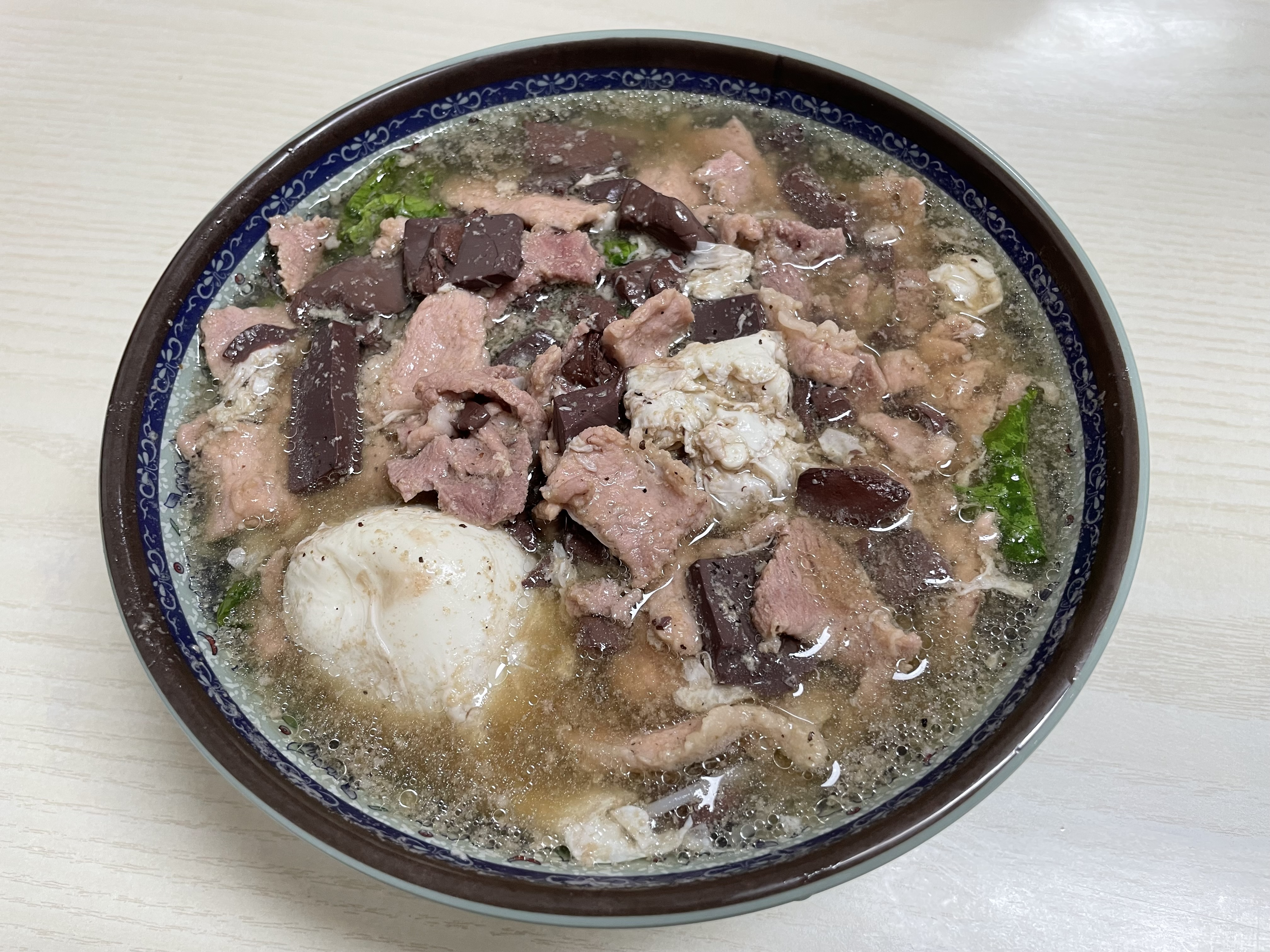
湖南杀猪粉
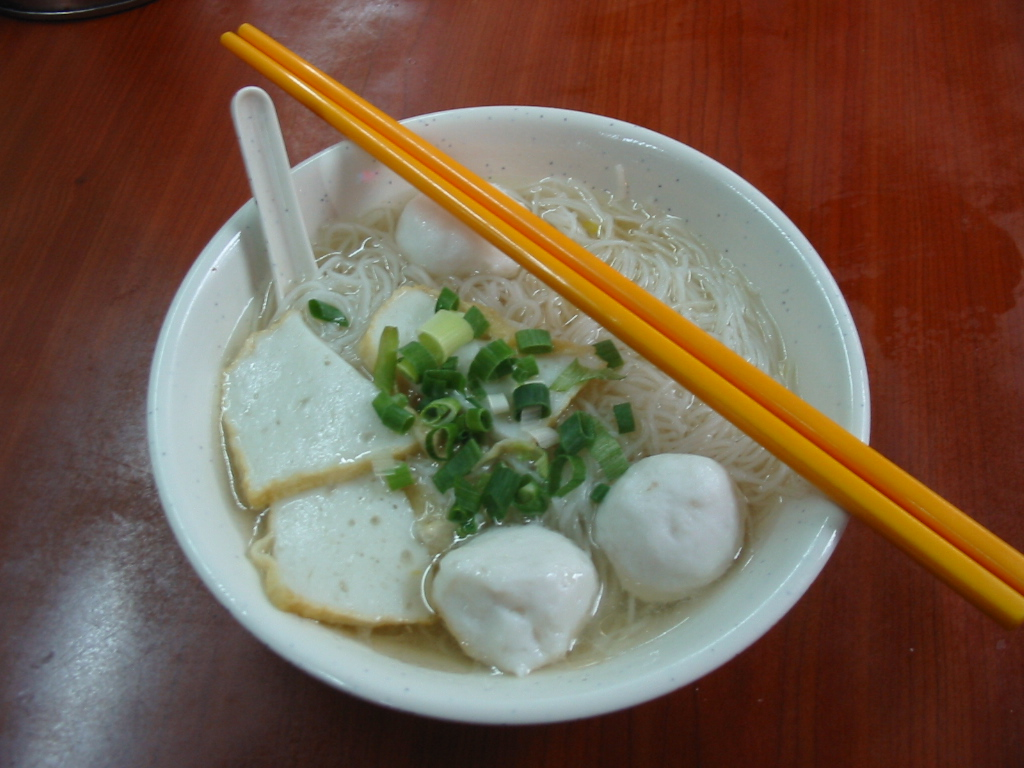
香港常見的魚蛋米粉
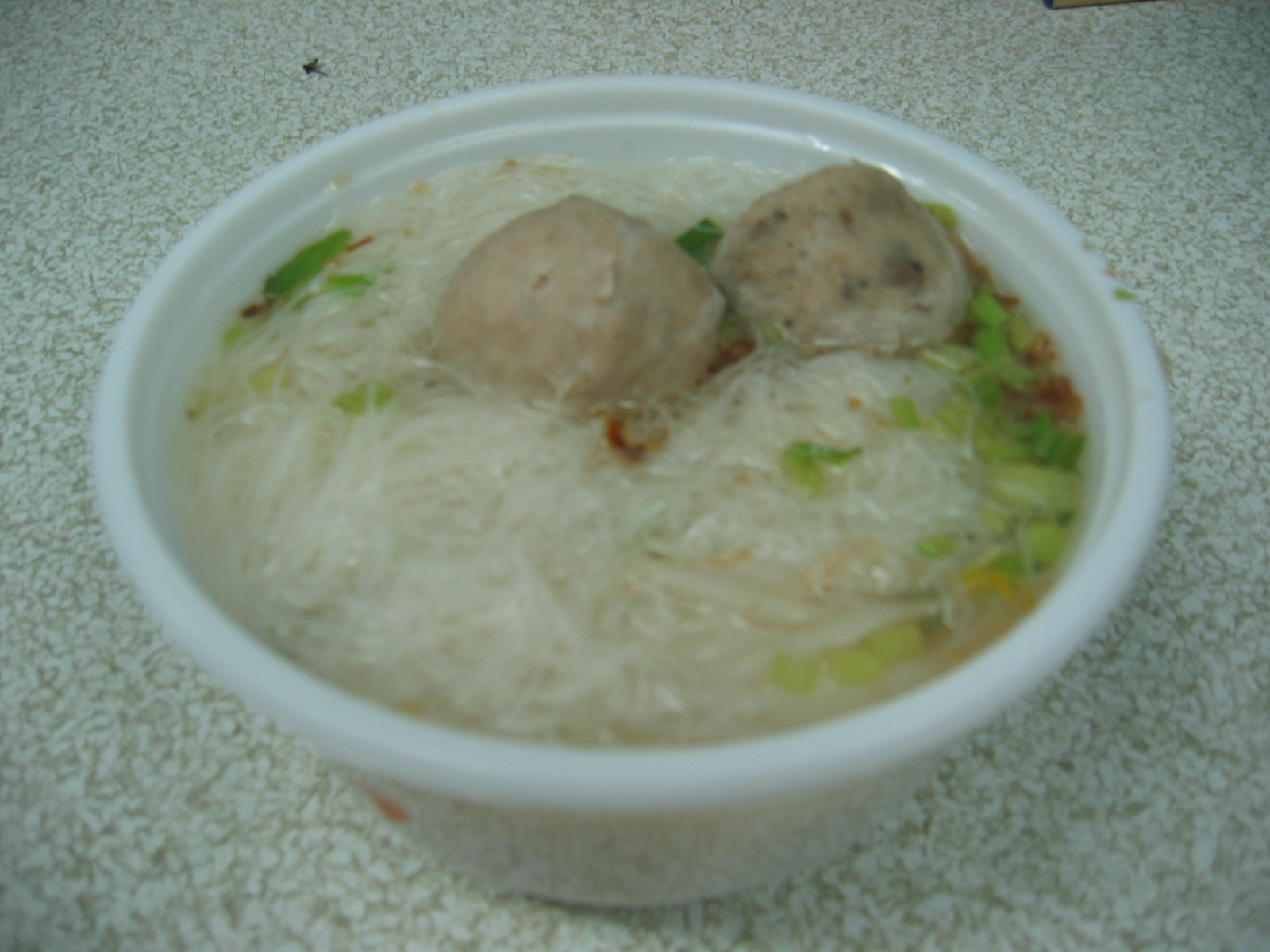
台湾貢丸米粉湯，結合新竹的兩項特產：貢丸與米粉。
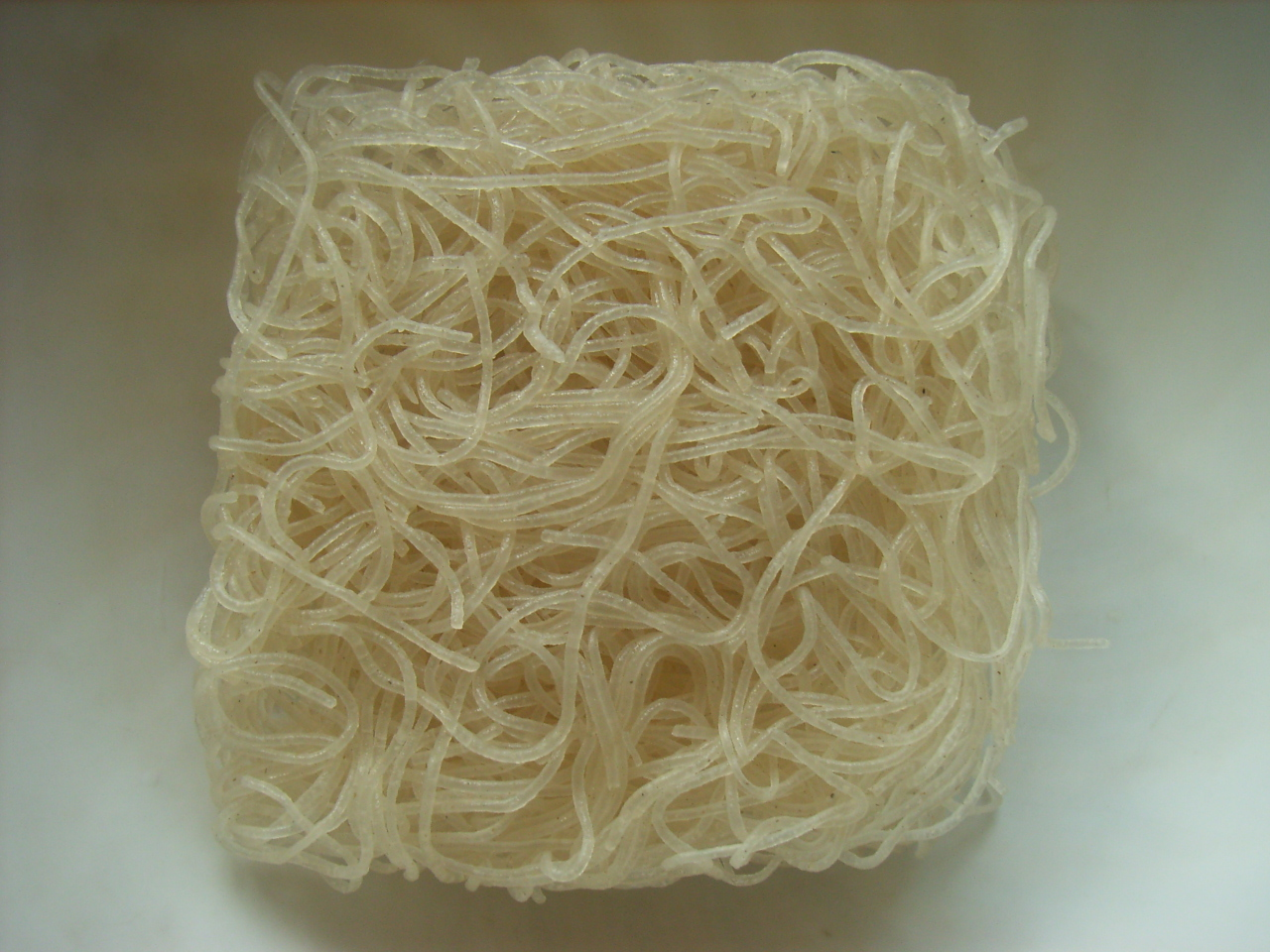
經浸泡、蒸煮、壓條等工序製成的一餅米粉，食法與即食麵類近
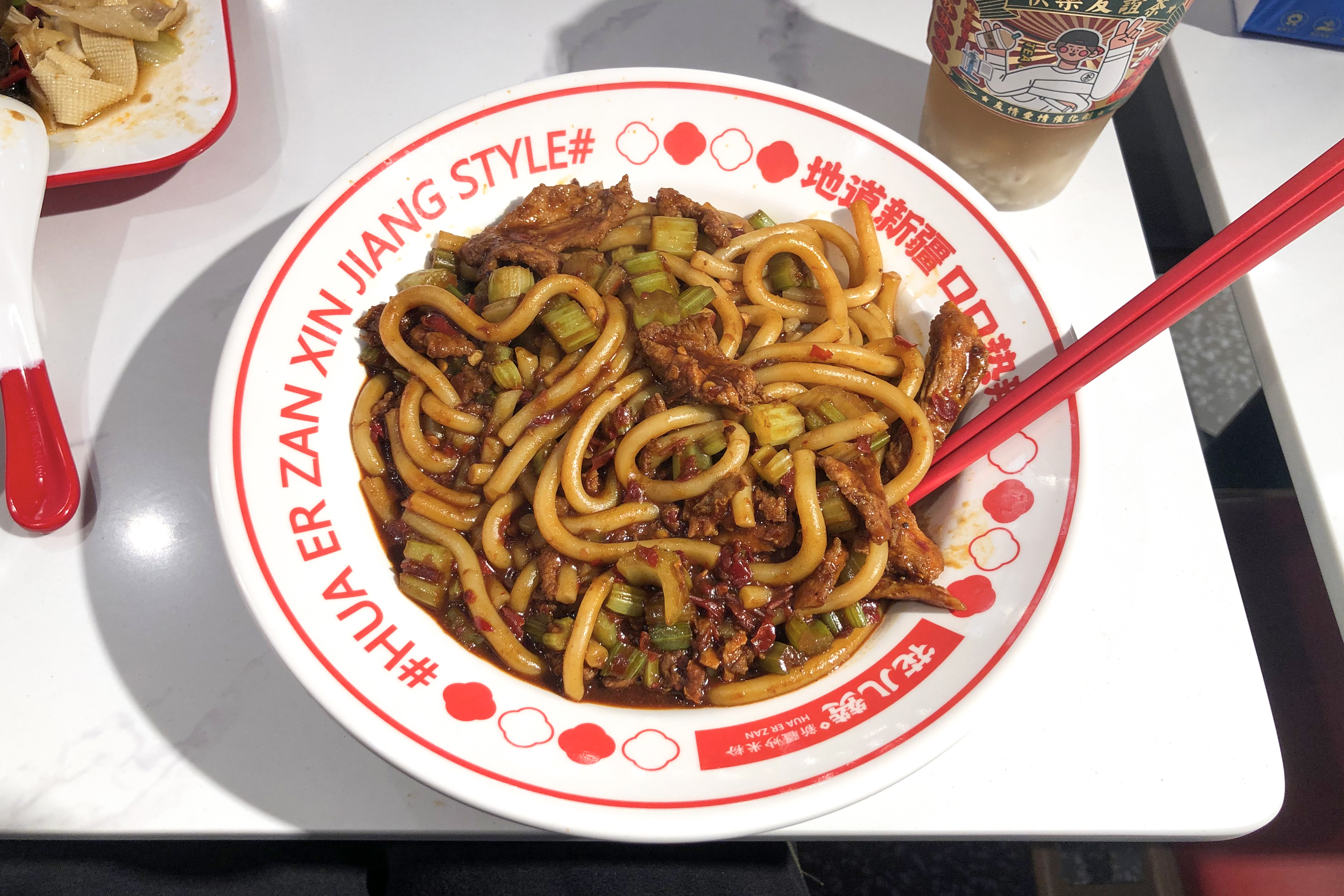
新疆炒米粉

## 外部連結
- 新竹米粉 - 台灣大百科全書 （页面存档备份，存于）